# طارق لطفي (لاعب كرة قدم)
طارق لطفي (بالإنجليزية: Tariq Lutfi)‏ هو مدرب كرة قدم ولاعب كرة قدم باكستاني، ولد في 20 سبتمبر 1951 في باكستان. شارك مع منتخب باكستان لكرة القدم. أما مع النوادي، فقد لعب مع Pakistan International Airlines FC ‏.